# June Lockhart

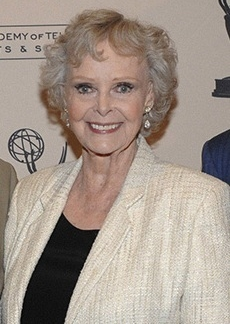
June Lockhart (2009)

June Lockhart (* 25. Juni 1925 in New York City, New York) ist eine US-amerikanische Schauspielerin.

## Leben
Lockhart ist die Tochter der Schauspieler Gene Lockhart und Kathleen Lockhart. Sie gab ihr Schauspieldebüt bereits mit acht Jahren in der Metropolitan Opera-Produktion Peter Ibbetson. Ihre erste Spielfilmrolle hatte sie 1938 an der Seite ihrer Eltern als Melinda Cratchit in A Christmas Carol, wobei ihre Eltern auch ihre Filmeltern spielten. In den 1940er-Jahren kam sie in Hollywood zu Nebenrollen in Spielfilmen wie Hölle, wo ist dein Sieg?, Meet Me in St. Louis und Die Wildnis ruft. 
1948 gewann sie einen Tony Award für ihre Darstellung in der Broadwayproduktion For Love or Money. Im folgenden Jahrzehnt spielte sie zunächst hauptsächlich Gastrollen in verschiedenen Fernsehserien, darunter Westernserien wie Tausend Meilen Staub, Abenteuer im wilden Westen und Rauchende Colts. Zwischen 1958 und 1964 spielte sie in der Serie Lassie in 207 Folgen die Mutter von Timmy. Im darauf folgenden Jahr erhielt sie eine der Hauptrollen in der Serie Verschollen zwischen fremden Welten. Bis 1968 verkörperte sie in insgesamt 84 Folgen die Rolle der Dr. Maureen Robinson. Nach dem Ende dieser Serie spielte sie von 1968 bis 1970 in der Sitcom Petticoat Junction. Zwischen 1984 und 1998 spielte sie mit Unterbrechungen in der Seifenoper General Hospital die wiederkehrende Rolle der Maria Ramirez. 1986 übernahm sie im Fantasyfilm Troll eine Rolle an der Seite ihrer Tochter Anne Lockhart. Im auf der Fernsehserie basierenden Spielfilm Lost in Space von 1998 hatte sie einen Cameo-Auftritt, in einer Folge der Fernsehserie Lost in Space – Verschollen zwischen fremden Welten war sie 2021 in einer Sprechrolle als Computerstimme zu hören.
Lockhart ist gegenwärtig immer noch als Schauspielerin aktiv und gilt dadurch als eine der Personen mit den längsten Hollywood-Karrieren. Sie ist zweifach geschieden und hat zwei Töchter.

## Filmografie

### Spielfilme
- 1938: A Christmas Carol
- 1940: Hölle, wo ist dein Sieg? (All This and Heaven Too)
- 1941: Adam hatte vier Söhne (Adam Had Four Sons)
- 1941: Sergeant York
- 1942: Miss Annie Rooney
- 1943: Auf ewig und drei Tage (Forever and a Day)
- 1944: Die weißen Klippen (The White Cliffs of Dover)
- 1944: Meet Me in St. Louis
- 1945: Keep Your Powder Dry
- 1945: Son of Lassie
- 1946: Die Werwölfin von London (She-Wolf of London)
- 1946: Eine Falle für die Braut (Easy to Wed)
- 1946: Die Wildnis ruft (The Yearling)
- 1947: It’s a Joke, Son!
- 1947: Bury Me Dead
- 1947: Geheimagent T (T-Men)
- 1952: Mistress of the White House (Fernsehfilm)
- 1957: Wenn Männer zerbrechen (Time Limit)
- 1963: Lassies größtes Abenteuer (Lassie’s Great Adventure)
- 1963: Lassie: A Christmas Tail
- 1970: But I Don’t Want to Get Married! (Fernsehfilm)
- 1973: In der Falle des Lockvogels (The Bait, Fernsehfilm)
- 1973: CBS All-American Thanksgiving Day Parade (Fernsehfilm)
- 1975: Who Is the Black Dahlia? (Fernsehfilm)
- 1977: Der Fluch der schwarzen Witwe (Curse of the Black Widow, Fernsehfilm)
- 1978: Just Tell Me You Love Me
- 1978: The Gift of Love (Fernsehfilm)
- 1978: A Double Life (Fernsehfilm)
- 1979: Walking Through the Fire (Fernsehfilm)
- 1981: Peking Encounter (Fernsehfilm)
- 1982: Butterfly – Der blonde Schmetterling (Butterfly)
- 1982: Grizzly Adams: Auf der Flucht (The Capture of Grizzly Adams, Fernsehfilm)
- 1982: Death Killer – Der laute Tod (Deadly Games)
- 1983: Das Geheimnis von Centreville (Strange Invaders)
- 1984: Rettet den Weihnachtsmann (The Night They Saved Christmas, Fernsehfilm)
- 1985: The All American Cowboy (Fernsehfilm)
- 1986: Troll
- 1988: Ab heute sind wir makellos (Perfect People, Fernsehfilm)
- 1988: Das Flüstern des Todes (A Whisper Kills, Fernsehfilm)
- 1988: Rented Lips
- 1989: The Big Picture
- 1989: C.H.U.D. – Das Monster lebt (C.H.U.D. II - Bud the Chud)
- 1991: Dead Women in Lingerie
- 1992: Urlaubsflug auf die Insel des Grauens (Danger Island, Fernsehfilm)
- 1994: Sleep with Me – Liebe zu dritt (Sleep with Me)
- 1994: Tis the Season
- 1995: The Colony – Umzug ins Verderben (The Colony, Fernsehfilm)
- 1995: Aliens, Akkordeons und jede Menge Ärger (Out There, Fernsehfilm)
- 1998: Lost in Space
- 1999: Deterrence
- 2000: The Thundering 8th
- 2001: Eine Nacht bei McCool’s (One Night at McCool’s)
- 2001: Au Pair II (Fernsehfilm)
- 2007: Weihnachten in Handschellen (Holiday in Handcuffs, Fernsehfilm)
- 2009: Wesley
- 2009: Super Capers: The Origins of Ed and the Missing Bullion
- 2012: Zombie Hamlet
- 2014: Tesla Effect (VS)
- 2016: The Remake
- 2019: Bongee Bear and the Kingdom of Rhythm (Animationsfilm, Stimme)

### Fernsehserien (Auswahl)
- 1949: The Ford Theatre Hour (eine Folge)
- 1949: The Paul Whiteman's Goodyear Revue (eine Folge)
- 1957–1958: Have Gun – Will Travel (zwei Folgen)
- 1958: Rauchende Colts (Gunsmoke, eine Folge)
- 1958–1964: Lassie (208 Folgen)
- 1959: Tausend Meilen Staub (Rawhide, eine Folge)
- 1964: Perry Mason (eine Folge)
- 1964: Verliebt in eine Hexe (Bewitched, eine Folge)
- 1964: Die Seaview – In geheimer Mission (Voyage to the bottom of the sea, eine Folge)
- 1964: Solo für O.N.C.E.L. (The Man from U.N.C.L.E., eine Folge)
- 1965: Geächtet (Branded, eine Folge)
- 1965: Alfred Hitchcock zeigt (The Alfred Hitchcock Hour, eine Folge)
- 1965–1968: Verschollen zwischen fremden Welten (Lost in Space, 84 Folgen)
- 1968: Lieber Onkel Bill (Family Affair, eine Folge)
- 1968–1970: Petticoat Junction (45 Folgen)
- 1976: Happy Days (eine Folge)
- 1976–1983: Quincy (Quincy, M. E., drei Folgen)
- 1979: Junge Schicksale (ABC Afterschool Specials, eine Folge)
- 1981: Magnum (Magnum, p.i., eine Folge)
- 1981: Vegas (Vega$, eine Folge)
- 1982: Falcon Crest (eine Folge)
- 1982: Unter der Sonne Kaliforniens (Knots Landing, eine Folge)
- 1984: Computer Kids (Whiz Kids, eine Folge)
- 1984–1998: General Hospital
- 1985: Mord ist ihr Hobby (Murder, She Wrote, eine Folge)
- 1986: Die Colbys – Das Imperium (Dynasty II – The Colbys, zwei Folgen)
- 1986: Hotel (eine Folge)
- 1986: Unglaubliche Geschichten (Amazing Stories, eine Folge)
- 1991: Hallo Schwester! (Nurses, eine Folge)
- 1993: Nachtschicht mit John (The John Larroquette Show, eine Folge)
- 1994: Babylon 5 (eine Folge)
- 1994–1995: Ren und Stimpy (The Ren & Stimpy Show, zwei Folgen, Stimme)
- 1995: Roseanne (eine Folge)
- 1996: Eine starke Familie (Step by Step, drei Folgen)
- 1997: Eine himmlische Familie (7th Heaven, eine Folge)
- 1997: Johnny Bravo (eine Folge, Stimme)
- 1997–1998: Beverly Hills, 90210 (vier Folgen)
- 2002: Drew Carey Show (The Drew Carey Show, zwei Folgen)
- 2004: Las Vegas (eine Folge)
- 2006: Cold Case – Kein Opfer ist je vergessen (Cold Case, eine Folge)
- 2006: Grey’s Anatomy (eine Folge)
- 2021: Lost in Space – Verschollen zwischen fremden Welten (Sprechrolle, eine Folge)

## Auszeichnungen
- 1948: Tony Award für For Love or Money
- 1953: Emmy-Nominierung
- 1959: Emmy-Nominierung für Lassie
- Stern auf dem Hollywood Walk of Fame (Hollywood Boulevard 6321)